# Capilla del Señor de Wilke
La capilla del Señor de Willque es un templo católico patrimonial de la ciudad de Cochabamba en Bolivia.

## Historia
En origen de la construcción de está capilla se basa en un relato que describe la historia de un cochabambino de nombre Don Bartolomé Aguilar que viajó a una localidad llamada Willque y en un momento de descanso se le apareció una mula cargando un baúl, el animal cayó a su lado y no se movió más. Don Bartolomé buscó al dueño y no lo encontró, al abrir el baúl descubrió en su interior la figura de un Cristo Crucificado, las autoridades de la comunidad lo reconocieron como el dueño de la imagen y atribuyeron este suceso a un milagro. Don Bartolomé trajo a Cochabamba la imagen denominándola el ¨Señor de Willque¨, luego viajó a Roma y su Santidad al conocer lo acontecido le otorgó una licencia para edificar una capilla particular con motivo de resguardar la imagen del Cristo Crucificado.

## Características arquitectónicas
La edificación colonial que hasta hoy se conserva posee las siguientes características:  
- Los cimientos son de piedra, los muros de adobe, el revoque de cal y arena, y la cubierta original de teja muslera.
- El alero de la edificación es de madera con caña hueca, torta de barro y cubierta de teja muslera.
- La fachada principal contiene dos puertas con dintel recto y tres ventanas, todo en carpintería de madera, entre ambas puertas se sitúan dos ventanas con arco rebajado y enrejado de hierro forjado, la tercera ventana que pertenece a la capilla se ubica a una mayor altura y tiene dintel recto.
- La cubierta de la capilla a dos aguas actualmente es de teja tipo colonial de fabricación industrial, sustituyó a la original con motivo de su conservación.
- Es notoria la presencia en la fachada de un campanario compuesto por una sola pared que contiene tres aberturas con arcos de medio punto, cada una de las cuales alberga una campana, que está sujetada a un tronco con cuero de animal, este elemento descrito es denominado espadaña, por debajo se encuentra la puerta de ingreso a un vestíbulo, que conduce a la capilla y a un patio interior.